# راینهارت هامان
راینهارت هامان (انگلیسی: Reinhardt Hamman؛ زادهٔ ۲۰ فوریهٔ ۱۹۹۰) ورزشکار دو و میدانی اهل آفریقای جنوبی است.
وی در مسابقات کشوری و بین‌المللی در مجموع برندهٔ ۳ مدال طلا، ۱ مدال نقره شده‌است. او از ورزشکاران (دو و میدانی) در پارالمپیک تابستانی ۲۰۱۶ است.